# Structural Classification of Proteins database
Baza danych SCOP (Structural Classification of Protein Database) zawiera przestrzenne struktury białkowe uporządkowane na podstawie zależności ewolucyjnych i strukturalnych białek. Opiera się w dużej mierze na ręcznej klasyfikacja strukturalnych domen białkowych w oparciu o podobieństwa ich struktur i sekwencji aminokwasowych. Jest dostępna w internecie do darmowego użytku.
Baza została założona w 1994 roku przez Alexeya G. Murzina i współpracowników na Laboratorium Biologii Molekularnej i Centrum Inżynierii Białek, przy MRC (Medical Research Council) w Wielkiej Brytanii. Od 2010 roku baza SCOP została przejęta w całości przez Laboratorium Biologii Molekularnej w Cambridge, aż do jej oficjalnego zamknięcia w roku 2014. Ostatnia oficjalna wersja SCOP, dostępna obecnie, to 1.75 wydana w czerwcu 2009.
Prototyp nowej bazy danych: SCOP2 (Structural Classification of Protein 2) jest dostępny publicznie od 2014 roku z ostatnią wersją z grudnia 2016 roku. SCOP2 klasyfikuje białka inaczej niż SCOP zachowując jednak najlepsze cechy poprzedniej wersji.

## Hierarchia
SCOP jest bazą hierarchiczną. Podstawową jednostką klasyfikacji jest domena. Małe i średnie białka składają się zazwyczaj z jednej domeny, podczas klasyfikacji cząsteczki takie są więc traktowane całościowo. Większe struktury są natomiast dzielone na mniejsze domeny, które później klasyfikuje się oddzielnie. Na przykład białko hemoglobiny o strukturze alfa2beta2, w bazie SCOP ma przypisane dwie domeny: jedną dla podjednostek alfa i drugą dla podjednostek beta. 
Struktura, sekwencja oraz relacje funkcjonalno-strukturalne pomiędzy domenami, wpływają na klasyfikację domen na różnych poziomach hierarchii. Reguły grupowania białek są zmienne na poszczególnych poziomach hierarchii, od funkcjonalno-strukturalnych do czysto strukturalnych. Modele struktur białkowych pochodzą z PDB (Protein Data Bank).
Poziomy hierarchii SCOP: 
1. Class (klasy): Najwyższy poziom hierarchii zawierający powiązane ze sobą zwoje, klasyfikowane na podstawie zawartych struktur drugorzędowych.
2. Folds (zwoje): Strukturalnie podobne rodziny białek, bez uwzględnienia pokrewieństwa ewolucyjnego.
3. Superfamily (nadrodzina): Zgrupowanie rodzin białek o podobnych cechach strukturalnych i funkcjonalnych pochodzących od wspólnego przodka.
4. Family (rodzina): Zawiera białka o podobnej sekwencji ale niekoniecznie tej samej funkcji biologicznej.
5. Protein (białko): Zbiór podobnych sekwencji pełniących te same funkcje biologiczne.
6. Species (gatunek): Pojedyncze sekwencje białkowe pogrupowane według gatunków.

Rodziny w SCOP mają przypisany zwięzły ciąg klasyfikacji, sccs, gdzie pierwsza litera ciągu oznacza klasę, a każda następująca po sobie cyfra identyfikuje po kolei: zwój, nadrodzinę i rodzinę. Na przykład rodzina Globin posiada kod: A.1.1.2.

### Class (klasy)
Powiązane ze sobą zwoje, tworzą klasy hierarchii. Na podstawie struktur drugorzędowych wyodrębniono w bazie SCOP 11 klas białek. 
7 klas to klasy podstawowe: 
1. All alpha – białka zawierają głównie struktury alfa helisy.
2. All beta – białka zawierają głównie struktury beta kartki.
3. Alpha and beta – białka zawierają naprzemienne struktury alfa helisy i beta kartki tworzące zazwyczaj równoległe beta kartki.
4. Alpha plus beta – białka zawierają struktury alfa helisy i beta kartki występują oddzielnie, głównie antyrównoległe beta kartki.
5. Multi domain – białka zawierają dwie lub więcej domen należących do różnych klas.
6. Membrane and cell surface proteins – białka błonowe i związane z powierzchnią komórki, z pominięciem białek układu odpornościowego.
7. Small proteins – małe białka, głównie zawierające ligandy jonów metali, hem i/lub mostki dwu-siarczkowe.

Pozostałe 4 klasy zawierają modele teoretyczne i struktury kwasów nukleinowych: 
1. Coiled-coil proteins – białka zwojowe.
2. Low resolution protein structures – Struktury białkowe o niskiej rozdzielczości, głównie fragmenty białek.
3. Peptides – Peptydy.
4. Designed proteins – Białka zaprojektowane, eksperymentalne struktury białkowe o zasadniczo nienaturalnych sekwencjach.

| Klasa białek                       | Liczba zwojów | Liczba nadrodzin | Liczba rodzin |
| All alpha                          | 284           | 507              | 871           |
| All beta                           | 174           | 354              | 742           |
| Alpha and beta (a/b)               | 147           | 244              | 803           |
| Alpha and beta (a+b)               | 376           | 552              | 1055          |
| Multi-domain                       | 66            | 66               | 89            |
| Membrane and cell surface proteins | 58            | 110              | 123           |
| Small proteins                     | 90            | 129              | 219           |
| Suma                               | 1195          | 1962             | 3902          |

### Folds (zwoje)
Każda klasa białek zawiera w sobie pewną liczbę rozróżnialnych zwojów. Poziom ten zawiera podobne strukturalnie rodziny białek, w których główne elementy struktury drugorzędowej i trzeciorzędowej są uporządkowane w ten sam sposób. Białka należące do danego zwoju nie muszą być ze sobą spokrewnione ewolucyjnie.
Na przykład klasa "All alpha" zawiera ponad 280 rozróżnialnych zwojów, w tym: globino-podobne, długie alfa-szpilki i domeny dokerów typu I.

### Superfamily (nadrodzina)
Domeny w obrębie zwoju klasyfikowane są w nadrodziny. Jest to największe zgrupowanie spokrewnionych ze sobą białek. Podobieństwa sekwencji wewnątrz nadrodziny są niskie, lecz podobieństwa strukturalne są wystarczające, do wskazania pokrewieństwa ewolucyjnego, a zatem istnienia (odległego) wspólnego przodka. 
Na przykład, dwie nadrodziny zwoju białek globino-podobnych to: nadrodzina globin i nadrodzina alfa-helikalnych ferredoksyn.

### Family (rodzina)
Domeny w obrębie nadrodziny klasyfikowane są w rodziny. Białka umieszcza się w tej samej rodzinie, jeśli mają powyżej 30% identyczności sekwencji, lub mniejszą (np. 15%) lecz wykonują tę samą funkcję biologiczną. Do klasyfikowania domen w rodziny i nadrodziny służą narzędzia takie jak BLAST. 
Na przykład, cztery rodziny w nadrodzinie globin to: skrócone hemoglobiny (brak pierwszej helisy), mini-hemoglobiny tkanki nerwowej (brak pierwszej helisy, ale bardziej podobna do globin konwencjonalnych), globiny (białka wiążące hem) i fikocyjano-podobne białka fikobilisomy (oligomery dwóch różnych typów globino-podobnych domen zawierających dwie dodatkowe helisy na N-końcu wiążące chromofor biliny). 

## Przykłady
Po wpisaniu w oknie wyszukiwania zagadnienia "trypsyna +człowiek" (po angielsku) jako jeden z wyników otrzymamy (po angielsku):
1. Root: scop
2. Klasa: Białka "All beta" [48724]
3. Zwój: Trypsyno-podobne proteazy serynowe [50493]  beczka, zamknięta; n = 6, S = 8; grecki klucz zduplikowane: składa się z dwóch domen tego samego zwoju
4. Nadrodzina: Trypsyno-podobne proteazy serynowe [50494]
5. Rodzina: Proteazy eukariotyczne [50514]
6. Białko: Trypsyna (ogen) [50515]
7. Gatunek: Człowiek (Homo sapiens) [TaxId: 9606] [50519]

Po wpisaniu w oknie wyszukiwania zagadnienia "Hemoglobin +człowiek" (po angielsku) jako jeden z wyników otrzymamy (po angielsku):
1. Root: scop
2. Klasa: Białka "All beta"  [46456]
3. Zwój: Globino-podobne [46457]  rdzeń: 6 helis; złożony liść, częściowo otwarty.
4. Nadrodzina: Globin-like [46458]
5. Rodzina: Globiny [46463]  Białka wiążące hem
6. Białko: Hemoglobina, podjednostka alfa [46486]
7. Gatunek: Człowiek (Homo sapiens) [TaxId: 9606] [46487]

## Następcy SCOP
Prototypowy system klasyfikacji SCOP2 ma za zadanie przywiązywać większą uwagę do ewolucyjnej złożoności pochodzenia struktury białka. W przeciwieństwie do SCOP nie posiada więc prostej hierarchii lecz sieć powiązań między nadrodzinami białek, reprezentując ich relacje strukturalne i ewolucyjne. Przykłady takich powiązań strukturalno-ewolucyjnych to: permutacje kołowe, fuzje domen i zanikanie domen. W związku z tym między domenami nie ma ściśle określonych granic, są raczej definiowane przez swoje relacje z najbardziej podobnymi do siebie strukturami. Od lutego 2015 prototyp SCOP2 klasyfikuje 995 wpisów PDB.